# Trite ponapensis
Trite ponapensis är en spindelart som beskrevs av Berry, Beatty, Prószynski 1997. Trite ponapensis ingår i släktet Trite och familjen hoppspindlar. Inga underarter finns listade i Catalogue of Life.